# Praporščak
Praporščak (staroslovansko prápor - zastava, sukno) je višji podčastniški čin v Slovenski vojski, po Nato standardu je uvrščen na raven OR8. Tipične dolžnosti so enotovni PČ ravni čete, poveljnik UE ter višji štabni PČ na brigadni ravni in višje. 
Praporščak opravlja zahtevnejša dela in naloge v vseh treh kariernih stebrih in je prva dolžnost, kjer samostojno svetuje poveljniku ali štabnim častnikom na področju taktike, urjenja, načrtovanja in administrativnih zadev. Zadolžen je za koordinacijo dela, usposabljanje in urjenje podrejenih vojakov in podčastnikov. Deluje kot predstavnik poveljnika ali poveljstva pri nadziranju nalog enote, ki jih je določil poveljnik enote ali sam. Je osnovni svetovalec in mentor vojakom in podčastnikom v enoti ali poveljstvu. Zagotavlja izvajanje predpisov, navodil in ukazov v enoti. 

V JLA se je (glede na naloge in pristojnosti v sodobnih OS) le delno primerljivi čin imenoval zastavnik.
Slovenska vojska :